# Radailiai
Radailiai je ves v okrese Klaipėda (okresní město: Gargždai), 7 km na sever od Ginduliů, 10 km na severovýchod od Starého města Klaipėdy, na sever od soutoku Župė s říčkou Eketė, na silnici Ginduliai - Mazūriškiai - Kretinga. K západnímu okraji dosahuje rybník Laukžemių tvenkinys, na východním okraji je usedlost - dvůr Radailių dvaras, který byl na počátku 20. století ve vlastnictví Henry Kiehna, patřilo mu tehdy 214 ha polností, 11 ha luk, 6 ha pastvin, 11 ha lesa, choval 26 koní, 70 kusů hovězího dobytka (z toho 36 krav) 100 ovcí. Po I. světové válce dvůr převzal Hoffman, plocha polností vzrostla na 279 ha, počet hovězího dobytka vzrostl na 120 kusů. Na opačném (levém) břehu řeky Eketė byl ještě o něco menší dvůr Friedrichsgnade. Starší názvy vsi byly (německy) Raddailen, Raddeilen, Raddailen Peter, nebo (litevsky) Radeliai, Toleikiai. Větší dvůr je nyní využíván pro vesnickou turistiku, je zde hotel, restaurace, sauny, sportovní areál, různé atrakce (i sportovní) pro děti, "vesnička skřítků". Také jsou pořádány konference a svatby. V sousedství dvora je od roku 2013 Park dinosaurů, v době otevření největší svého druhu v Pobaltí.

## Dopravní spojení
Do 2 km vzdálených Mazūriškiů jezdí mikroautobus č. 7, přímo do Radailiů méně často mikroautobus č. 7R, dále mikroautobus linky Klaipėda - Šimkai.